# Tulpan - La ragazza che non c'era
Tulpan - La ragazza che non c'era (Tjulʹpan) è un film del 2008 diretto da Sergej Dvorcevoj.
Presentato al Festival di Cannes 2008, ha vinto il premio per il miglior film della sezione Un Certain Regard.

## Trama
Asa è ritornato alla sua famiglia di pastori nella steppa kazaka dopo il servizio militare trascorso nella marina russa a Sachalin. Il suo sogno è quello di diventare pastore ma di farlo in maniera moderna sognando alla lontana i ranch statunitensi, cerca quindi di creare un suo futuro. Il primo passo è quello di trovare moglie ma l'unica possibile sposa nell'immensità della steppa è Tulpan. L'incontro con la famiglia di Tulpan va male perché Asa non piace: ha le orecchie a sventola! Comincia così la difficile realtà di Asa che si scontra con il cognato che lo considera viziato e troppo sognatore e con un problema che investe tutto il gregge della famiglia di Asa per cui tutti gli agnelli nascono morti, incapaci di respirare. In un secondo incontro con la famiglia di Tulpan Asa si confronta con la cruda realtà e scopre che in verità Tulpan (il cui volto non si vede mai nel film) desidera andare in città a studiare e che la madre di Tulpan è totalmente contraria al matrimonio perché considera il giovane solo un disoccupato e un buono a nulla. Asa, quindi, non riesce a resistere nell'ambito familiare e vuole andare via, i litigi si fanno sempre più frequenti e per cambiare vita approfitta dell'occasione presa dal cognato di cambiare pascoli per salvare le pecore, in quanto sembra che il problema sia legato ai pascoli troppo magri. Però intervengono diverse vicende a far cambiare idea ad Asa, la prima occasione capita quanto Asa si trova da solo ad aiutare una pecora a far nascere un agnello che finalmente rimane vivo e si salva, la seconda è la scoperta che Tulpan è andata via. Nel momento in cui la sorella e il cognato caricano tutte le masserie e partono, Asa sale su trattore con un amico per andare via, ma non resiste alla separazione e decide di riunirsi alla sua famiglia e di seguire il cammino con loro.

## Produzione
Il regista Sergej Dvorcevoj è nativo del Kazakistan dove ha lavorato per 28 anni in una compagnia aerea locale. In un'intervista durante il New York Film Festival ha rivelato che la vita della steppa lo ha sempre affascinato per la felicità in cui vivono le persone in relazione all'ambiente difficile e avverso. La selezione del cast ha richiesto moltissimi mesi perché Dvorcevoj aveva fatto fare una ricerca a tappeto in tutto il Kazakistan per le persone più adatte ai personaggi. Dopo aver trovato gli attori principali, Dvorcevoj li ha fatti vivere nella jurta usata per il film per un mese prima di iniziare a filmare. Samal, la sorella di Asa, era l'unica attrice professionista perché aveva lavorato in teatro, tuttavia durante le riprese aveva solo 19 anni. Ancora "solo una ragazzina", si è data da fare per arrivare a essere all'altezza dei compiti di una casalinga e madre di famiglia durante il mese di permanenza nella jurta. Aschat Kučinčirekov, nel film Asa, non era un professionista ma ancora uno studente in una delle scuole di cinematografia del Kazakistan. Due dei tre bambini, nipoti di Asa, erano in grado di provare le scene, ma non Nuržigit Žapabayev, il piccolino che interpretava Nuka, che Dvorcevoj ha semplicemente "lasciato libero" di essere selvaggio e naturale come uno degli "animali" che sono ripresi nel film. Ci sono stati spesso sviluppi inattesi e Dvorcevoj afferma che solo il 20 per cento del film ha seguito la sceneggiatura originale, mentre la parte rimanente è venuta fuori di volta in volta in base alle circostanze e alle condizioni che si presentavano sul luogo. Dvorcevoj ha provato tutte le scene con gli animali o sul trattore, ma le scene di impatto emotivo più coinvolgenti sono state provate senza i dialoghi e poi rappresentate in modo completo solo durante le riprese.

## Distribuzione
Il film è stato distribuito in Italia da BIM Distribuzione a partire dal 24 aprile 2009.

## Riconoscimenti
- 2008 - Festival di Cannes
  - Premio Un Certain Regard
- 2008 - Tokyo International Film Festival
  - Grand Prix per il miglior film
  - Miglior regista a Sergej Dvorcevoj
- 2009 - Festival del Cinema di Frontiera
  - Miglior film
- 2008 - Reykjavík International Film Festival
  - Miglior film